# 수석리토성
수석리토성(水石里土城)은 토미제라고도 불리며, 대한민국 한강 옆에 낮은 구릉 (해발:84m) 꼭대기에 위치하여 한강을 건너는 나루를 지키에 알맞은 곳에 위치하고 있는 토성이다. 이는 삼국시대 때 백제에서 축조되었으며, 이곳에서는 주위의 아차산, 이성산, 남한산, 천마산, 수락산과 마을 앞의 나루터가 한 눈에 들어온다. 이러한 지세는 이 곳이 토성을 축조할 당시 한강을 중심으로 한 전략적 요충지대임을 알 수 있다.

## 형태
이 성은 반달모양으로 생겼으며, 이는 삼국시대 일반적인 성들과 형태가 같다. 이 성의 전체 둘레는 145m이며, 성벽은 높이 4 ∼ 5m로 흙을 다져 쌓은 부분도 있지만 대부분 높은 곳을 깎아서 만들었다. 성안에는 봉화를 올렸던 장소로 짐작되는 곳이 있으며, 삼국시대의 회청색 경질토기 조각들이 발견됨으로써 성을 쌓은 시기를 짐작할 수 있다. 수석리토성은 삼국시대에 한강을 중심으로 한 군사적인 요충지로 사용되다가 조선시대에는 봉화를 올리는 통신 기능을 지녔던 곳으로 추정된다. 1986년 9월 7일 경기도 기념물 제94호로 지정되었다.

## 같이 보기
- 안산성
- 역촌토성
- 남한산성
- 아차산성
- 몽촌토성
- 백제
- 남양주시

## 참조
1. ↑  하남 땅이 한성 백제의 첫수도